# NGC 3808A
NGC 3808A هي مجرة حلزونية متوسطة تقع في كوكبة الأسد (كوكبة). تتفاعل مع NGC 3808B وخلق زوج من المجرات. المجرات مرتبطة بجسر من المواد، التي من المرجح تخرج من قرص الدوامة خلال لقاء وثيق في الماضي. ويمكن رؤية جسر المواد في مدار الحلقة القطبية.

## وصلات خارجية
- NGC 3808A على موقع ويكي سكاي: DSS2, SDSS, GALEX, IRAS, Hydrogen α, X-Ray, Astrophoto, Sky Map, Articles and images